# Comté de Tunica
Le comté de Tunica est situé dans l’État du Mississippi, aux États-Unis. Il comptait 9 227 habitants en 2000. Son siège est Tunica.